# Озтюрк, Себахаттин (борец)
Себахаттин Озтюрк (тур. Sebahattin Öztürk; 6 января 1969,  Сивас, ил Сивас, Турция) — турецкий борец вольного стиля, чемпион мира и Европы.

## Спортивные результаты
- Чемпион мира (1993), серебряный призёр чемпионата мира (1994), бронзовый призёр чемпионата мира (1991).
- Чемпион Европы (1992), серебряный призёр чемпионата Европы (1993), бронзовый призёр чемпионатов Европы (1990, 1991).
- Участник Олимпийских игр 1992 года в Барселоне (6-е место) и Олимпийских игр 1996 года в Атланте (4-е место).
- Серебряный призёр Игр доброй воли (1990).
- Чемпион Средиземноморских игр (1991, 1993).
- Чемпион мира среди молодёжи (1989).
- Серебряный призёр чемпионата Европы среди молодёжи (1988).

## Семья
Женат, отец троих детей.

## Криминал
В 2011 году был приговорен к тюремному заключению сроком на 13 лет и 4 месяца за различные тяжкие преступления.

## Видео
- Чемпионат мира 1993, вольная борьба, до 82 кг, финал: Себахаттин Озтюрк (Турция) — Сайгид Катиновасов (Россия)